# Canton de Saint-Gervais-sur-Mare
Le canton de Saint-Gervais-sur-Mare est une ancienne division administrative française située dans le département de l'Hérault, dans l'Arrondissement de Béziers. Ce canton a disparu en 2014 à la suite du redécoupage cantonal de 2014.

## Histoire
À sa création, le canton de Saint-Gervais-sur-Mare faisait partie du district de Lacaune dans le département du Tarn. Par l'arrêté du 3 brumaire an X (1801), le canton de Saint-Gervais-sur-Mare est rattaché à l'Hérault en échange du canton d'Anglès qui est cédé au Tarn.
À la suite de la réforme de 2014, les 11 communes du canton de Saint-Gervais-sur-Mare sont réparties entre le canton de Clermont-l'Hérault (10 communes) et le canton de Saint-Pons-de-Thomières (commune de Castanet-le-Haut).

## Composition
Le canton était composé des onze communes suivantes :
| Nom                                | Code Insee | Intercommunalité                                            | Superficie (km2) | Population (dernière pop. légale) | Densité (hab./km2) |
| ---------------------------------- | ---------- | ----------------------------------------------------------- | ---------------- | --------------------------------- | ------------------ |
| Saint-Gervais-sur-Mare (chef-lieu) | 34260      | CC Grand Orb                                                | 24,29            | 859 (2014)                        | 35                 |
| Les Aires                          | 34008      | CC Grand Orb                                                | 20,54            | 598 (2014)                        | 29                 |
| Castanet-le-Haut                   | 34055      | CC des Monts de Lacaune et de la Montagne du Haut Languedoc | 27,55            | 198 (2014)                        | 7,2                |
| Combes                             | 34083      | CC Grand Orb                                                | 10,97            | 344 (2014)                        | 31                 |
| Hérépian                           | 34119      | CC Grand Orb                                                | 8,77             | 1 519 (2014)                      | 173                |
| Lamalou-les-Bains                  | 34126      | CC Grand Orb                                                | 6,18             | 2 610 (2014)                      | 422                |
| Le Poujol-sur-Orb                  | 34211      | CC Grand Orb                                                | 4,58             | 1 046 (2014)                      | 228                |
| Rosis                              | 34235      | CC des Monts de Lacaune et de la Montagne du Haut Languedoc | 52,91            | 300 (2014)                        | 5,7                |
| Saint-Geniès-de-Varensal           | 34257      | CC Grand Orb                                                | 12,55            | 203 (2014)                        | 16                 |
| Taussac-la-Billière                | 34308      | CC Grand Orb                                                | 14,62            | 443 (2014)                        | 30                 |
| Villemagne-l'Argentière            | 34335      | CC Grand Orb                                                | 8,06             | 452 (2014)                        | 56                 |

## Représentation

### Conseillers généraux de 1833 à 2015
De 1833 à 1848, les cantons de Murviel et de Saint-Gervais n'avaient qu'un seul conseiller général. Le nombre de conseillers généraux était limité à 30 par département.
| Période | Période          | Identité                         | Étiquette                     | Qualité |
| ------- | ---------------- | -------------------------------- | ----------------------------- | --- |
| 1833    | 1839             | Jean Louis Cavalier-Mimard       |                               | Ancien administrateur d'hospice Conseiller à la Cour royale de Montpellier Ancien maire de Béziers (1830) |
| 1839    | 1848             | Victor Lagarrigue (1798-1882)    |                               | Propriétaire et banquier, conseiller municipal de Béziers |
| 1848    | 1862             | Guillaume Barthélemy Moulinier   |                               | Médecin à Saint-Gervais-sur-Mare, juge de paix, exploitant de mines, conseiller d'arrondissement |
| 1852    | 1861             | Léon Fraîche                     |                               | Abbé, chanoine honoraire de Montpellier, Saint-Gervais-sur-Mare |
| 1861    | 1866 (décès)     | Antoine Marie Piétri (1801-1866) |                               | Conseiller à la Cour Impériale de Montpellier |
| 1866    | 1904             | Léopold Chabaud (1825-1919)      | Républicain                   | Ingénieur des mines de Saint-Geniès-de-Varensal puis de Saint-Gervais-sur-Mare |
| 1904    | 1919             | Louis Forestier                  | Rad.                          | Ancien agent-voyer cantonal à Olargues |
| 1919    | 1940             | Édouard Barthe                   | SFIO puis PSdF puis USR       | Pharmacien à Sète Député (1910-1942) |
|         |                  |                                  |                               | |
| 1943    | 1945             | Paul-Henri Soureil (1892-1968)   | USR                           | Expert Conseiller d'arrondissement, maire de Saint-Gervais-sur-Mare Nommé conseiller départemental par le régime de Vichy |
|         |                  |                                  |                               | |
| 1945    | 1967 (décès)     | Robert Pauzier                   | SFIO (démissionnaire en 1967) | Médecin, maire de Saint-Gervais-sur-Mare Ancien Président du Comité de Libération |
| 1967    | 1979 (décès)     | Paul Coste-Floret                | MRP puis CD puis UDF-CDS      | Maire de Lodève puis de Lamalou-les-Bains Ministre (1947-1954) Député (1946-1958) Membre du Conseil Constitutionnel |
| 1979    | 1993 (démission) | Marcel Roques                    | UDF-CDS                       | Avocat Maire de Lamalou-les-Bains Conseiller régional Député (1993-1997) |
| 1993    | 2004             | Jean-Marie Oustry                | DVD-UDF                       | Attaché principal de préfecture Maire d'Hérépian puis de Villesèque |
| 2004    | 2015             | Jean-Luc Falip                   | PS                            | Commercial Maire de Saint-Gervais-sur-Mare Président de la Communauté de communes des Monts d'Orb Président de la Commission de l'Environnement, du Développement durable de l'Agenda 21 et du Tourisme Elu en 2015 dans le Canton de Clermont-l'Hérault |

### Conseillers d'arrondissement (de 1833 à 1940)
| Période                                  | Période | Identité                                | Étiquette   | Qualité |
| ---------------------------------------- | ------- | --------------------------------------- | ----------- | --- |
| 1833                                     | 1845    | Pierre Jean François Astruc (1781-1847) |             | Propriétaire, maire du Poujol                                                                               |
| 1845                                     | 1848    | Barthélemy Moulinier                    |             | Exploitant de mines, maire de Saint-Gervais-sur-Mare                                                        |
| 1848                                     | 1871    | Jules Sales                             |             | Maire du Poujol                                                                                             |
| 1871                                     |         | Denis Aujoulet                          |             | Notaire au Poujol                                                                                           |
|                                          |         |                                         |             | |
| 1889                                     | 1907    | César Pastre                            | Républicain | Vétérinaire à Hérépian                                                                                      |
| 1907                                     | 1919    | Arnaud Carrel                           | Radical     | Propriétaire à Pinet                                                                                        |
| 1919                                     | 1931    | Sylvain Crassous                        | Radical     | Boucher, propriétaire, maire de Saint-Gervais-sur-Mare                                                      |
| 1931                                     | 1937    | Raymond Delmas                          | SFIO        | Médecin à Saint-Gervais-sur-Mare                                                                            |
| 1937                                     | 1940    | Paul-Henri Soureil                      | USR         | Expert, maire de Saint-Gervais-sur-Mare                                                                     |
| 1940                                     |         |                                         |             | Les conseils d'arrondissement ont été suspendus par la loi du 12 octobre 1940 et n'ont jamais été réactivés |
| Les données manquantes sont à compléter. |         |                                         |             | |

## 2 photos du canton
|  |  |

## Démographie
| 1962  | 1968  | 1975  | 1982  | 1990  | 1999  | 2006  | 2011  | 2012  |
| ----- | ----- | ----- | ----- | ----- | ----- | ----- | ----- | ----- |
| 7 175 | 6 733 | 6 585 | 6 905 | 7 177 | 7 430 | 7 951 | 8 445 | 8 610 |